# Pelecopsis intricata
Pelecopsis intricata är en spindelart som beskrevs av Rudy Jocqué 1984. Pelecopsis intricata ingår i släktet Pelecopsis och familjen täckvävarspindlar. Inga underarter finns listade i Catalogue of Life.